# ابراهیم سمیع (خداآفرین)
ابراهیم سمیع یکی از روستاهای استان آذربایجان شرقی است که در دهستان منجوان غربی بخش منجوان شهرستان خداآفرین واقع شده‌است. این روستا ۴۳۴ نفر جمعیت دارد.

## نگارخانه

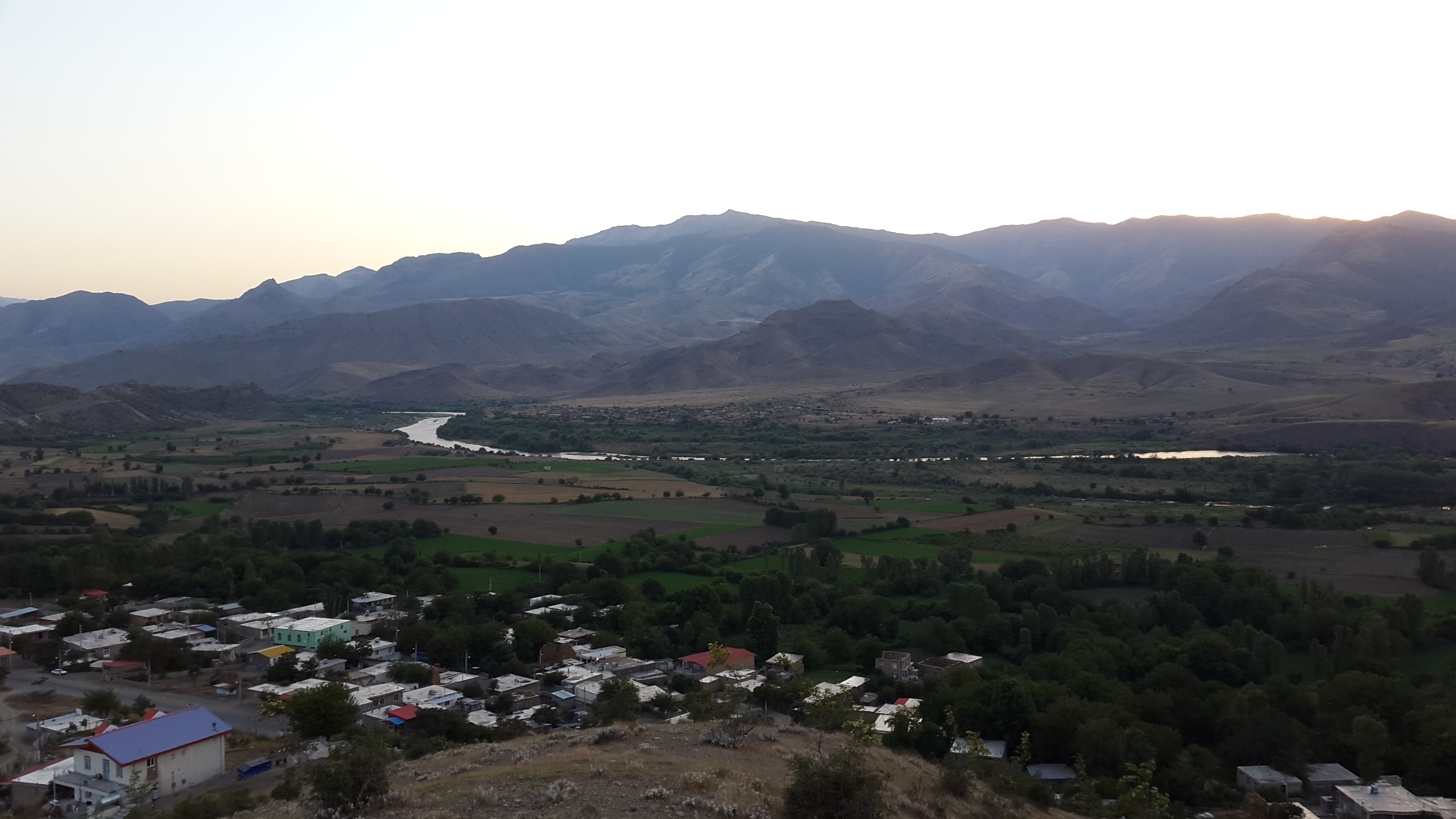
ابراهیم سمیع

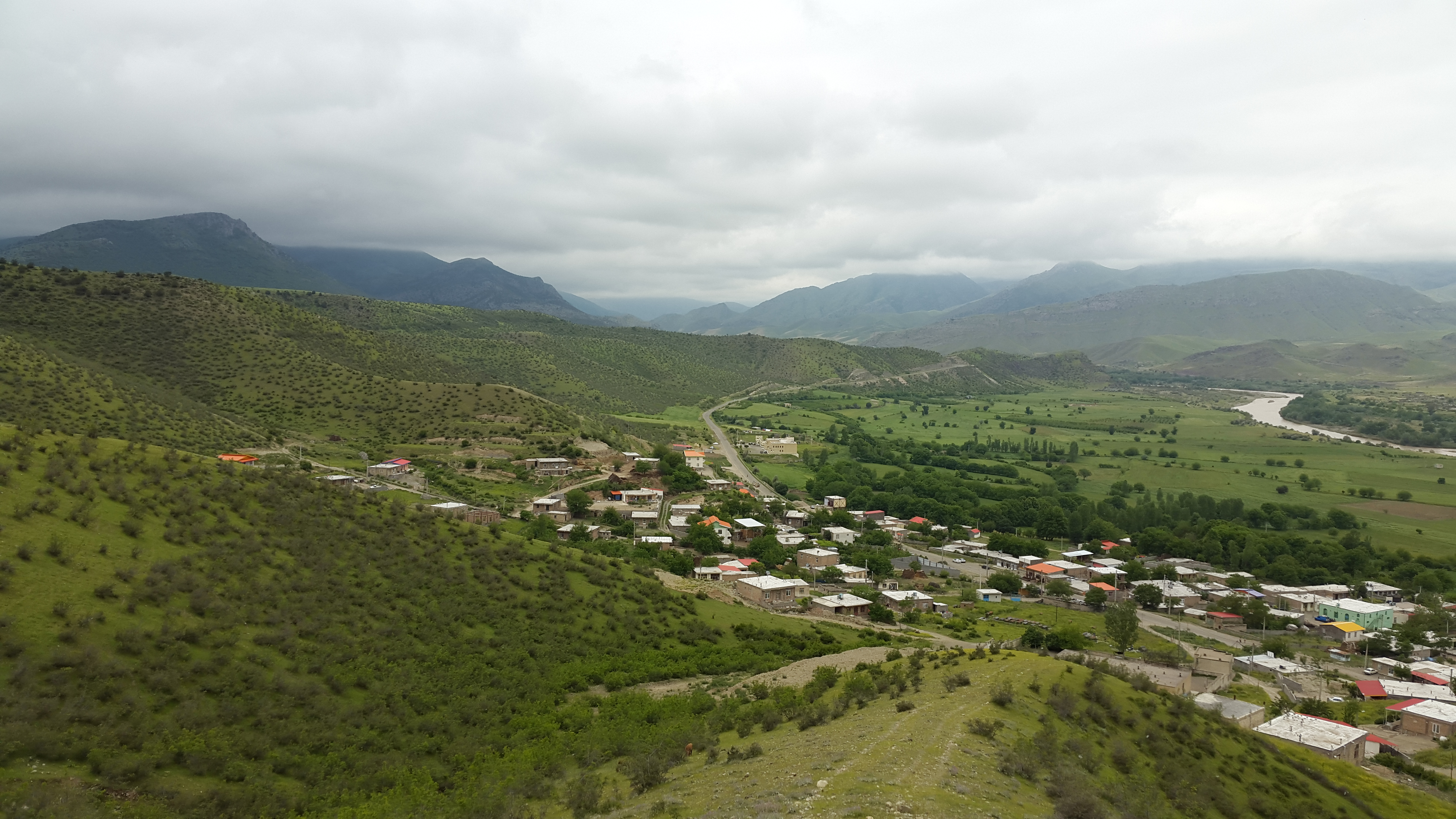
ابراهیم سمیع

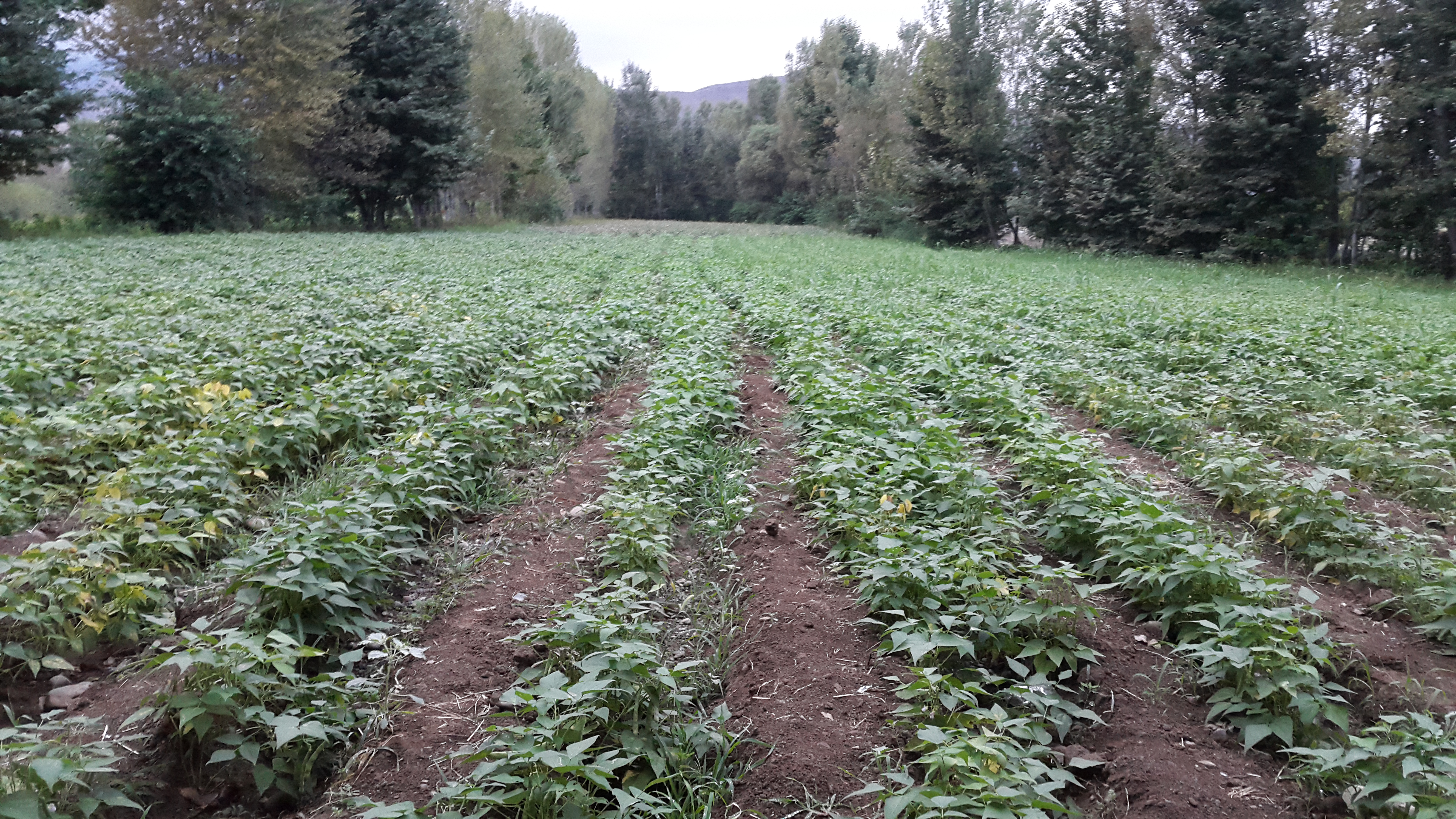
مزرعه لوبیا چیتی در ابراهیم سمی (maş zəmisi)

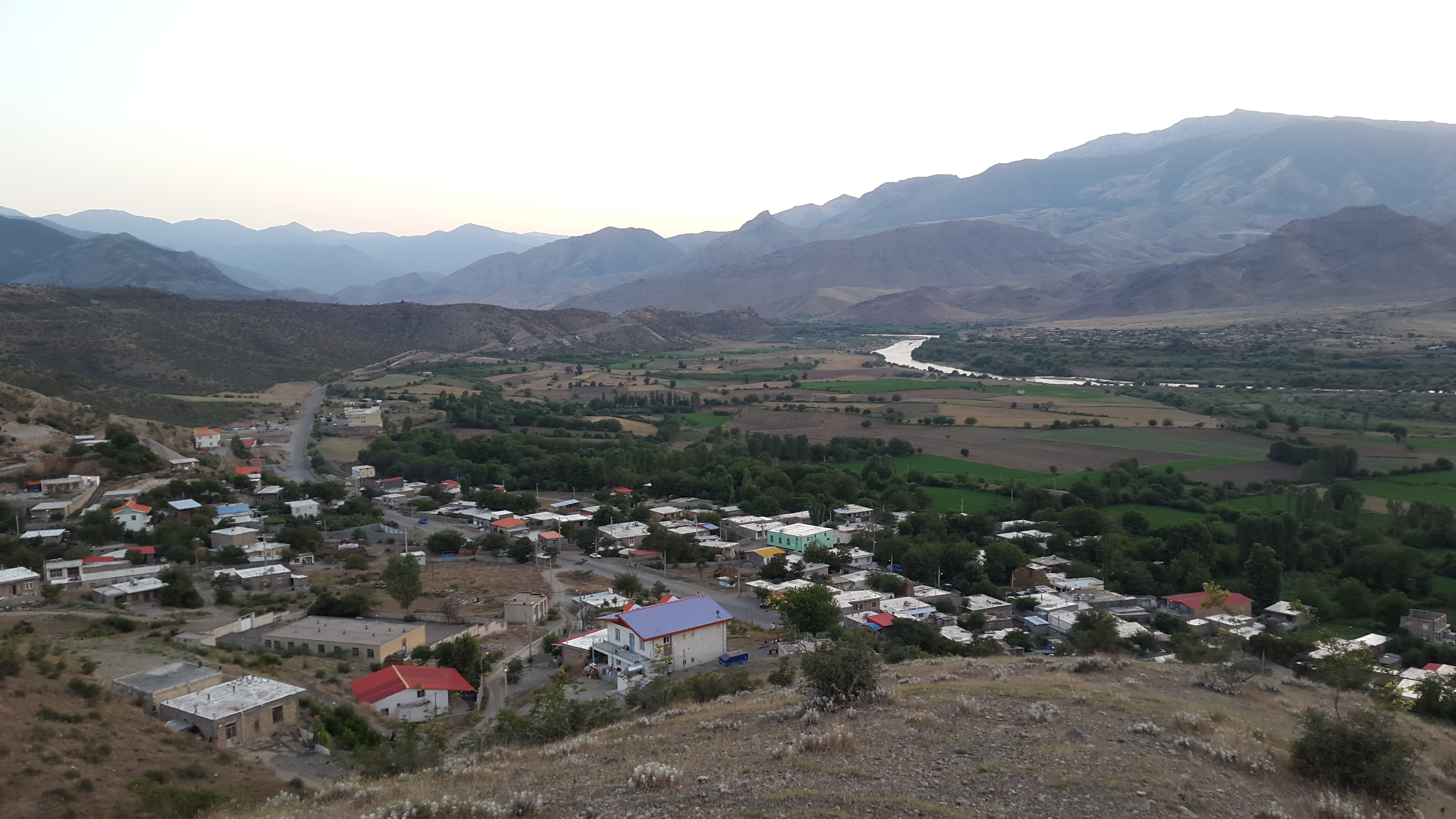
2016 yay fəsli

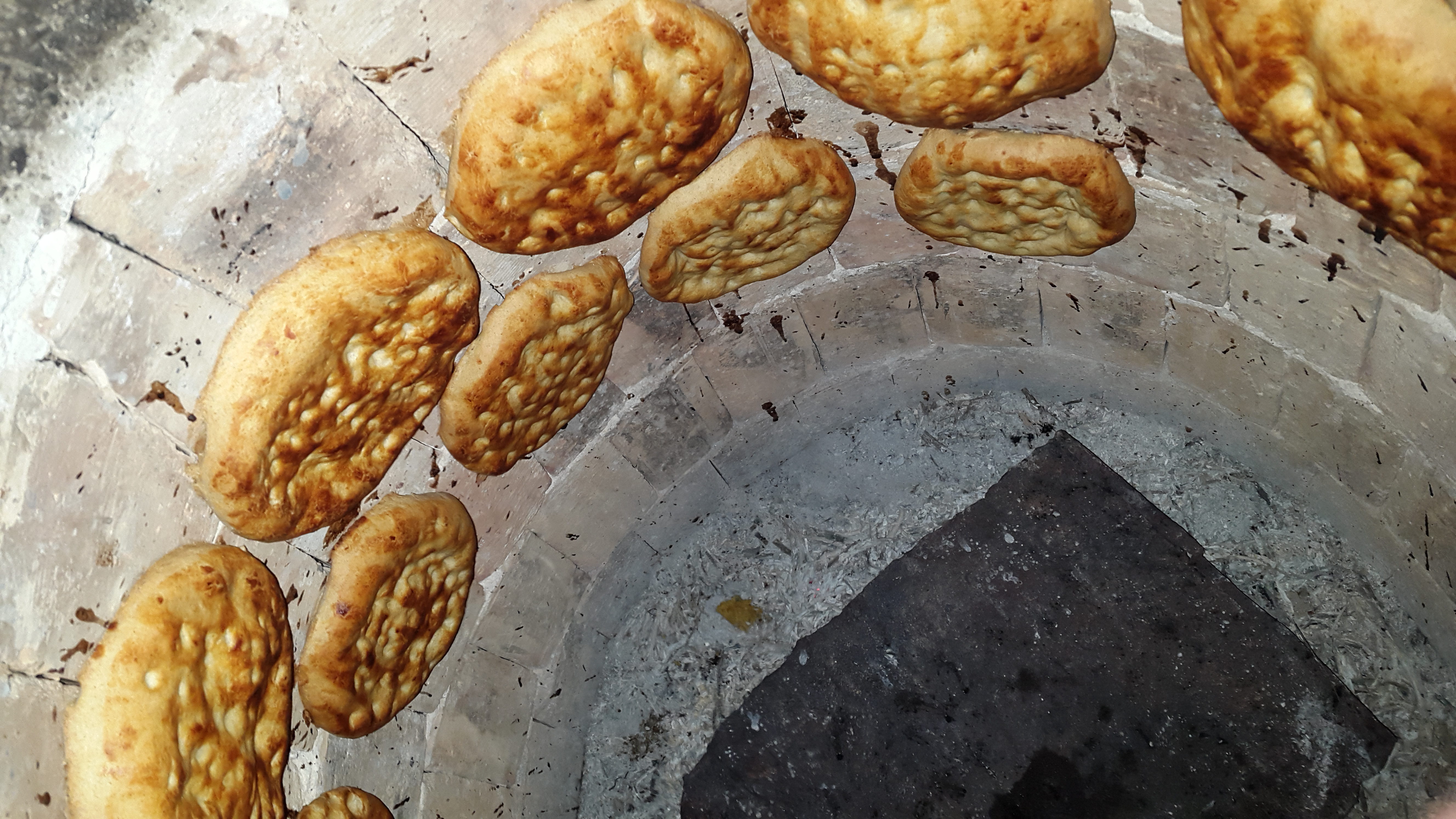
پخت نان محلی روستای ابراهیم سمی